# En grande forme
 (juillet 2023).
Si vous disposez d'ouvrages ou d'articles de référence ou si vous connaissez des sites web de qualité traitant du thème abordé ici, merci de compléter l'article en donnant les références utiles à sa vérifiabilité et en les liant à la section « Notes et références ».
En grande forme est une série d'animation française en 12 épisodes de 2 minutes, adaptée par les livres de Françoise Rastoin-Faugeron et Benjamin Chaud aux éditions Nathan, produite par Je suis bien content, diffusée le 26 septembre 2010 sur Disney Channel, M6 (dans M6 Kid), TF1 (dans Tfou), dans Ludo et Ludo Zouzous sur France 3, France 4 et France 5 et France Ô puis le 27 septembre 2010 sur Télétoon+ puis sur Piwi+, mais aussi sur Gulli, Canal J et TiJi.

## Distribution (voix)
- Louise Roupin : Lilou
- Lucien Arnaud : Rémi
- Nino Vanaria : le diablotin

## Listes des épisodes
1. Marguerite, princesse du lait et des laitages !
2. Hippolyte, champion toutes catégories, viandes ! Poissons ! Œufs !
3. Fanny, l'acrobate des pâtes, et aussi du pain et des lentilles
4. Fruits et légumes dans le jardin de Valentin
5. Avec Lucile, on sait tout sur le beurre et l'huile
6. Léo, incollable sur les sucres et gâteaux
7. Léon, imbattable en boissons !
8. Gilbert, conseiller sportif !
9. Avec Hector, on sait pourquoi on a besoin de sport
10. Avec Dimitri, en forme pour toute la vie !
11. Kevin, ses conseils et vitamines
12. Avec Eléonore, on sait tout sur le sport !